# 4918 Ростропович
4918 Rostropovich је астероид главног астероидног појаса. Приближан пречник астероида је 11,93 ,
а средња удаљеност астероида од Сунца износи 2,640 астрономских јединица (АЈ).
Инклинација (нагиб) орбите у односу на раван еклиптике је 1,766 степени, а орбитални период износи 1566,913 дана (4,289 године). Ексцентрицитет орбите астероида износи 0,232.
Апсолутна магнитуда астероида износи 13,20 а геометријски албедо 0,065.
Астероид је откривен 24. августа 1974. године.